# L'amante del bandito
L'amante del bandito (Singing Guns) è un film del 1950 diretto da R.G. Springsteen.
È un western statunitense con Vaughn Monroe, Ella Raines, Walter Brennan, Ward Bond e Jeff Corey. È basato sul romanzo del 1938 Singing Guns di Max Brand.

## Produzione
Il film, diretto da R.G. Springsteen su una sceneggiatura di Dorrell McGowan e Stuart E. McGowan e un soggetto di Max Brand (autore del romanzo), fu prodotto da Melville Tucker, come produttore associato, per la Palomar Pictures e girato a Sedona, Arizona

## Promozione
La tagline è: THE IDOL OF MILLIONS! (reissue print ad - all caps).

## Distribuzione
Il film fu distribuito con il titolo Singing Guns negli Stati Uniti dal 28 febbraio 1950 al cinema dalla Republic Pictures.
Altre distribuzioni:
- in Svezia l'8 gennaio 1951 (Sjungande pistoler)
- in Finlandia il 6 aprile 1951 (Laulu kullasta ja lemmestä)
- in Danimarca il 5 maggio 1952 (Den fredløse sherif)
- in Germania Ovest il 7 ottobre 1952 (Rauchende Pistolen)
- in Austria nel gennaio del 1953 (Rauchende Pistolen)
- in Brasile (Armas Fumegantes)
- in Brasile (Audácia dos Fortes)
- in Francia (Un Shérif à la Page)
- in Italia (L'amante del bandito)